# 林トモアキ
林 トモアキ（はやし トモアキ、1979年9月17日 - ）は日本のライトノベル作家。新潟県に生まれ、新潟工科専門学校自動車工学科を卒業した。第5回角川学園小説大賞で『ばいおれんす☆まじかる!～九重第二の魔法少女』が優秀賞を受賞。

## 作風
- 「ラノベ屋」という肩書きを自ら作り自称する。勢いのある文章で、アンケートはがきに「あとがきが面白い」と書かれるなど、作品だけでなく作者本人のキャラクターもファンの楽しみのひとつである。いわゆる「ラブコメ」などの恋愛ものを書けない、またあまり書くための勉強をしない旨の発言をしており、「拙著の登場人物は、まず第一に読者の嫁、または婿である」という公式見解を発表した。
- 刊行されている作品シリーズのすべてが世界観を同じくしており、趣味と実益からバイクや自動車関係の描写が多用される。
- 宝島社刊の『このライトノベルがすごい!2008』で「大風呂敷が持ち味」という評価を得た。

## 作品リスト

### 単行本
- ばいおれんす☆まじかる！（2001年10月 - 角川スニーカー文庫 既刊3巻）
- お・り・が・み（2004年7月 - 2006年7月 角川スニーカー文庫 全7巻）
- 戦闘城塞マスラヲ（2006年11月 - 2009年1月 角川スニーカー文庫 全5巻）
- ミスマルカ興国物語（2008年2月 - 2024年11月 角川スニーカー文庫 全13巻＋外伝2巻）
- レイセン（2010年2月 - 2015年3月 角川スニーカー文庫 全8巻）
- 現役プロ美少女ライトノベル作家が教える！ ライトノベルを読むのは楽しいけど、書いてみるともっと楽しいかもよ!?（2014年4月 角川スニーカー文庫）
- ヒマワリ:unUtopial World（2016年2月 - 2019年9月 角川スニーカー文庫 全8巻）
- 秘密結社デスクロイツ（2021年6月 - 2022年12月 星海社FICTIONS 全4巻）
- メルヘンザッパーデストロイヤー 英雄になり損ねた男、最底辺スラムで掃除する（2023年4月 - 角川スニーカー文庫 既刊1巻）

### 単行本未収録作品
- パリエルがしがしいきましょう！（『S RED ザ・スニーカー100号記念アンソロジー』2010年6月 角川スニーカー文庫 イラスト：あかつき）
- ばいおれんす☆まじかる！ ミウルスと箸の使い方（『ザ・スニーカー』2002年6月号）
- ばいおれんす☆まじかる！ 毛筆の恋人たち（『ザ・スニーカー』2002年8月号）
- まっくるいぇーがー、ばんばん！（『ザ・スニーカー』2009年12月号 イラスト：アキ）
- ミスマルカ興国物語 特別編 ～お姫様談義～（『ザ・スニーカーLEGEND』2018年10月 KADOKAWA イラスト：浅川圭司）